# Kirchenregion Kalabrien

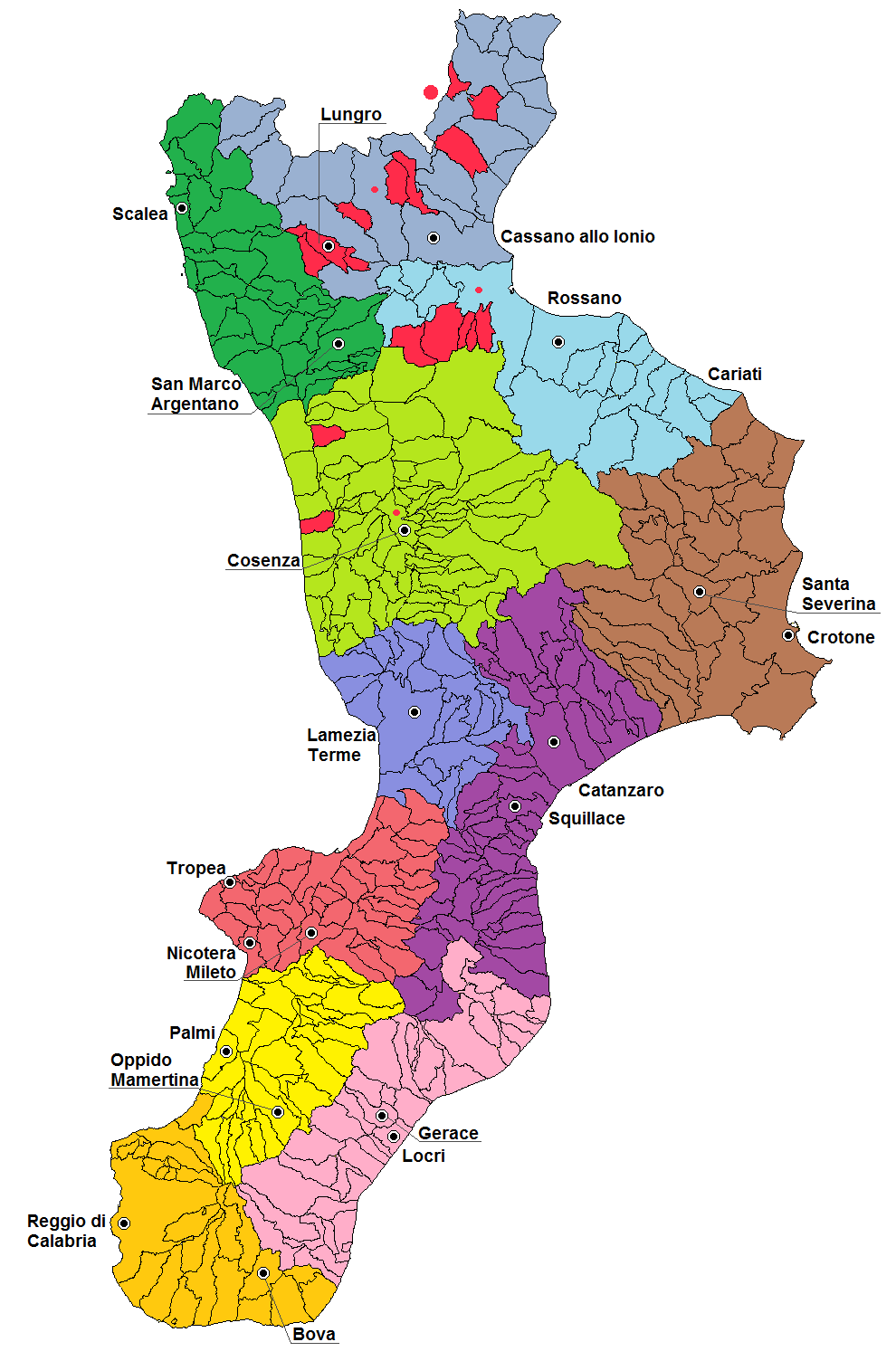
Karte der kirchlichen Gliederung

Die Kirchenregion Kalabrien (ital. Regione ecclesiastica Calabria) ist eine der 16 Kirchenregionen der römisch-katholischen Kirche in Italien. Sie umfasst drei Kirchenprovinzen mit insgesamt zwölf Diözesen.
Territorial entspricht die Kirchenregion Kalabrien der italienischen Region Kalabrien.

## Kirchenprovinz Cosenza-Bisignano
- Erzbistum Cosenza-Bisignano

1. Bistum Cassano all’Jonio
2. Erzbistum Rossano-Cariati
3. Bistum San Marco Argentano-Scalea

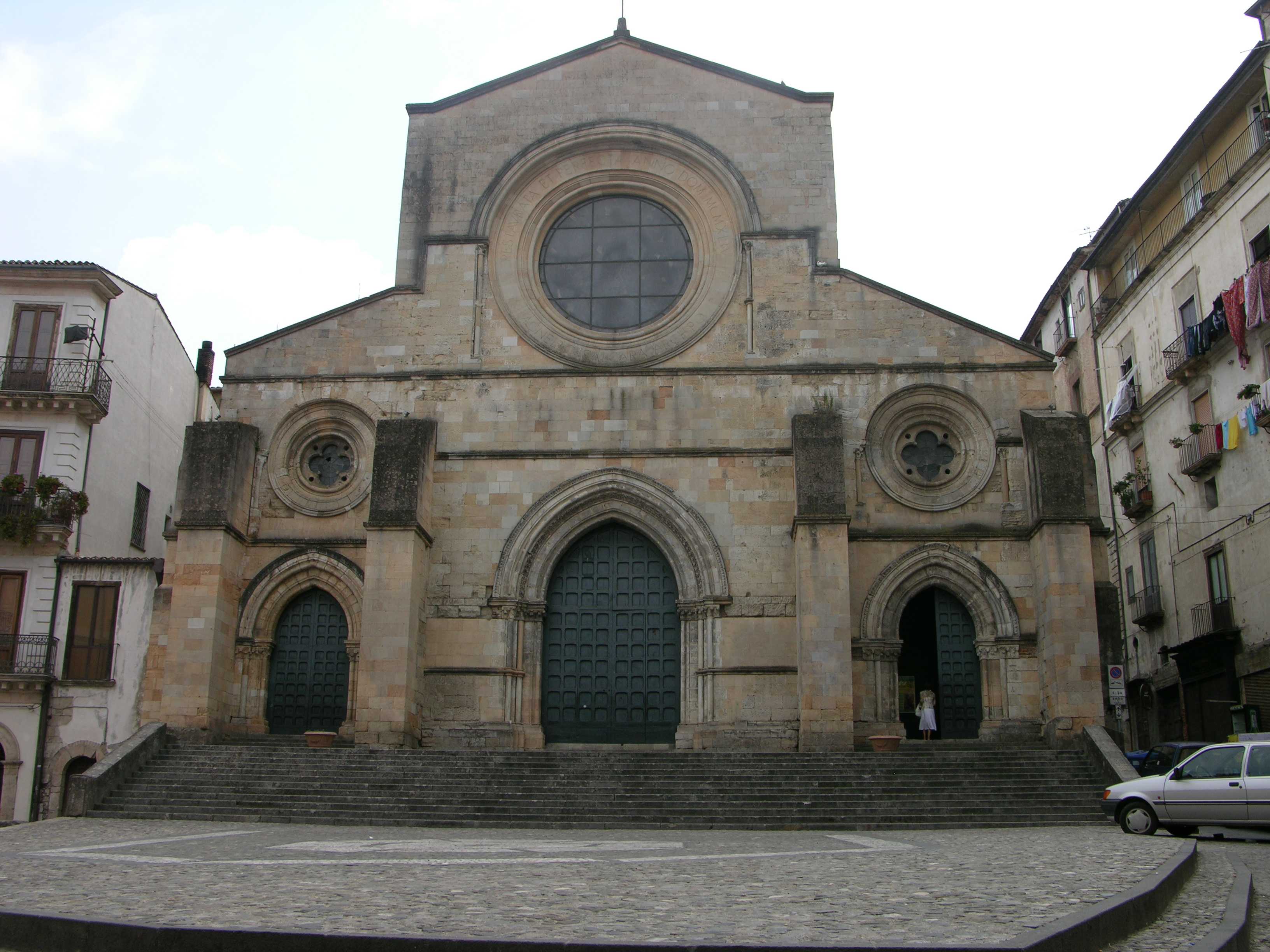
Der Dom in Cosenza,
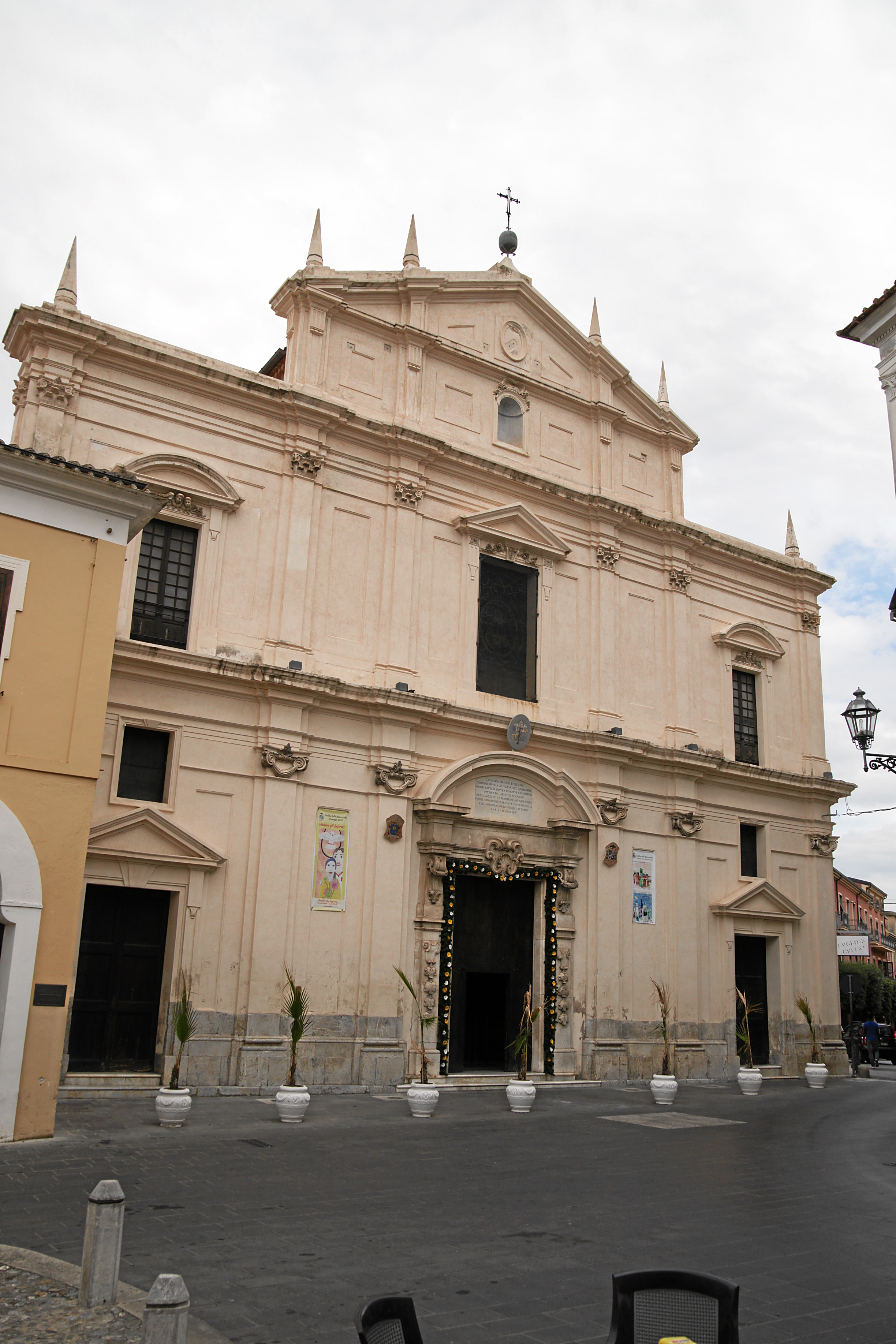
… Cassano,
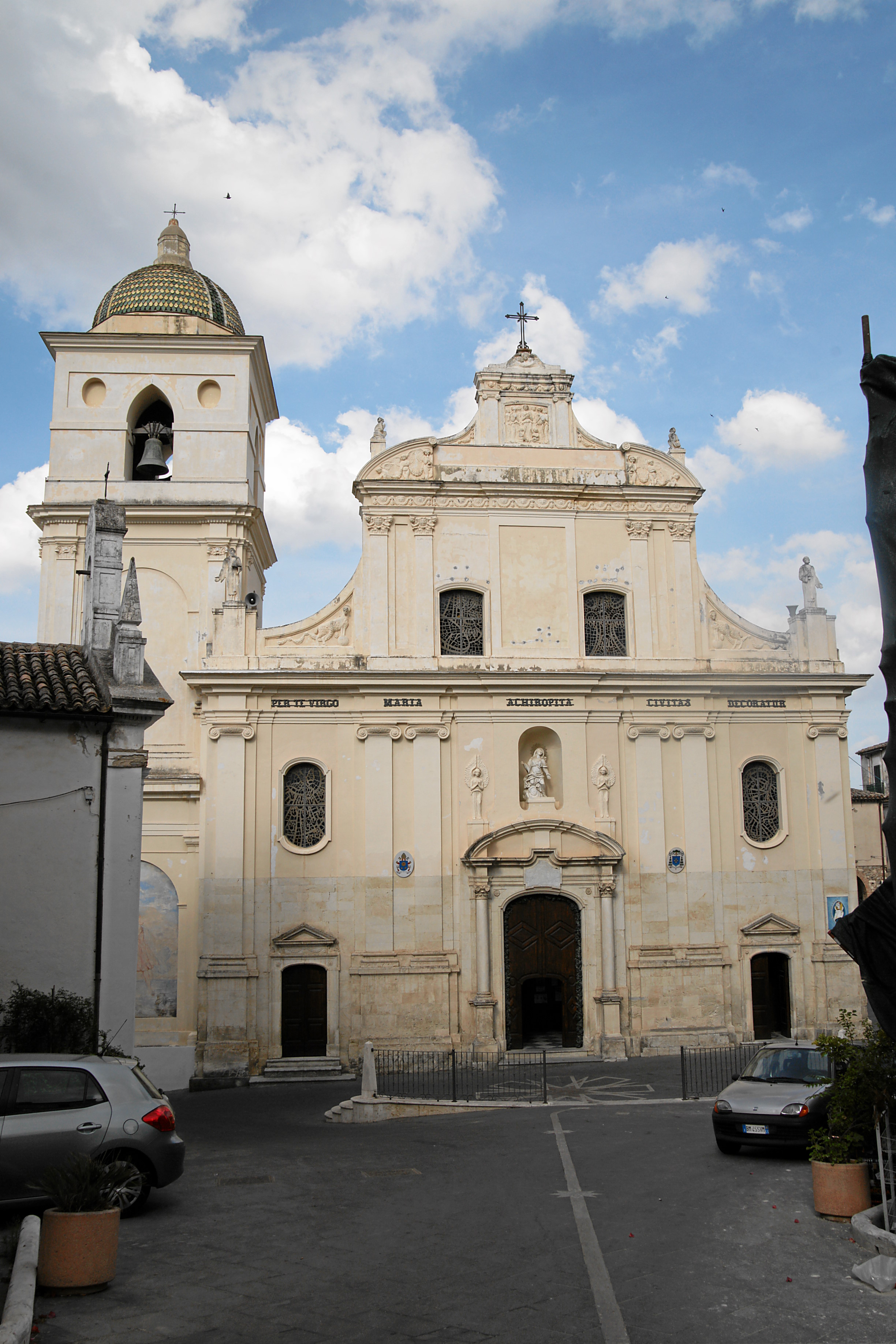
… Rossano
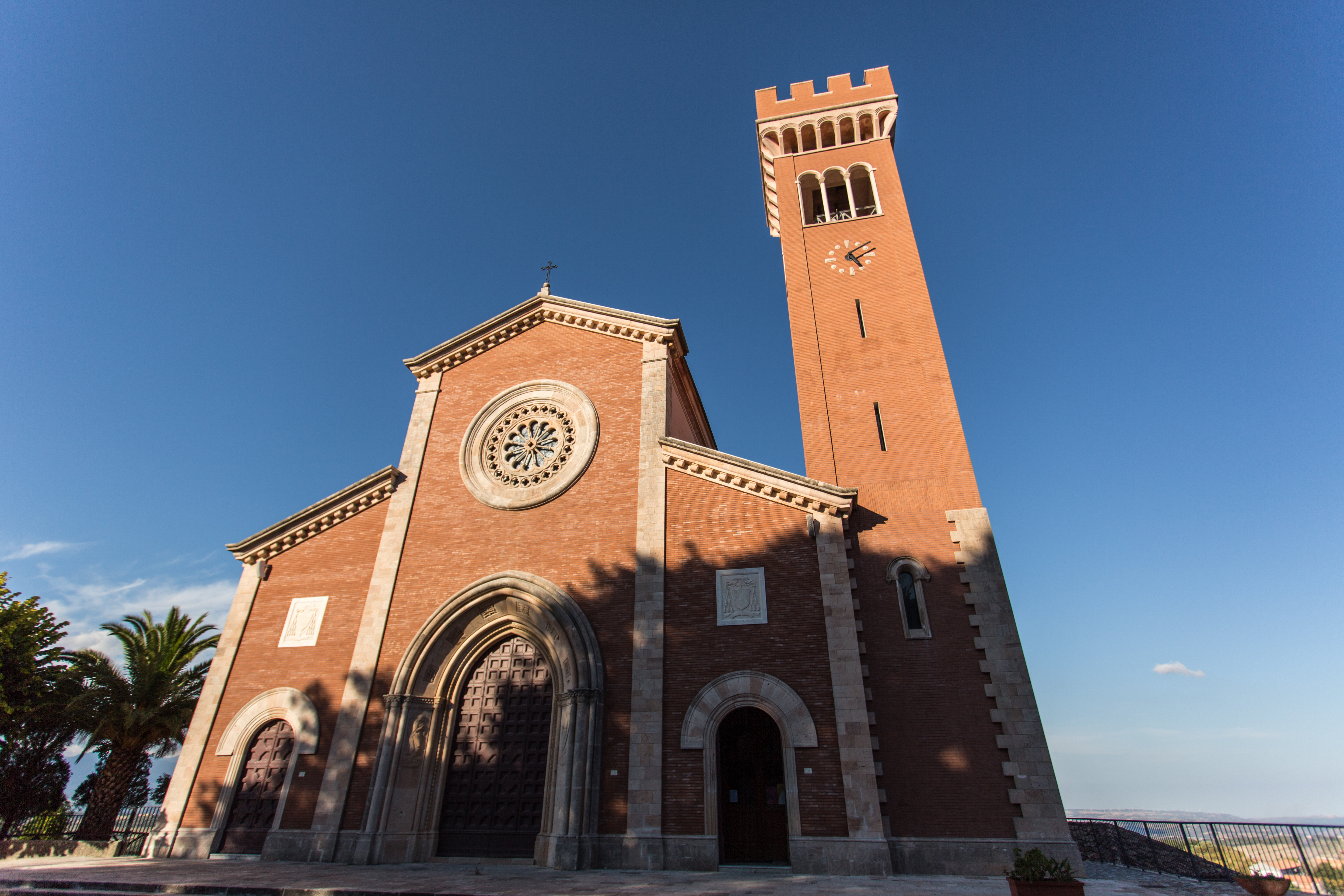
… und San Marco.

## Kirchenprovinz Catanzaro-Squillace
- Erzbistum Catanzaro-Squillace

1. Erzbistum Crotone-Santa Severina
2. Bistum Lamezia Terme

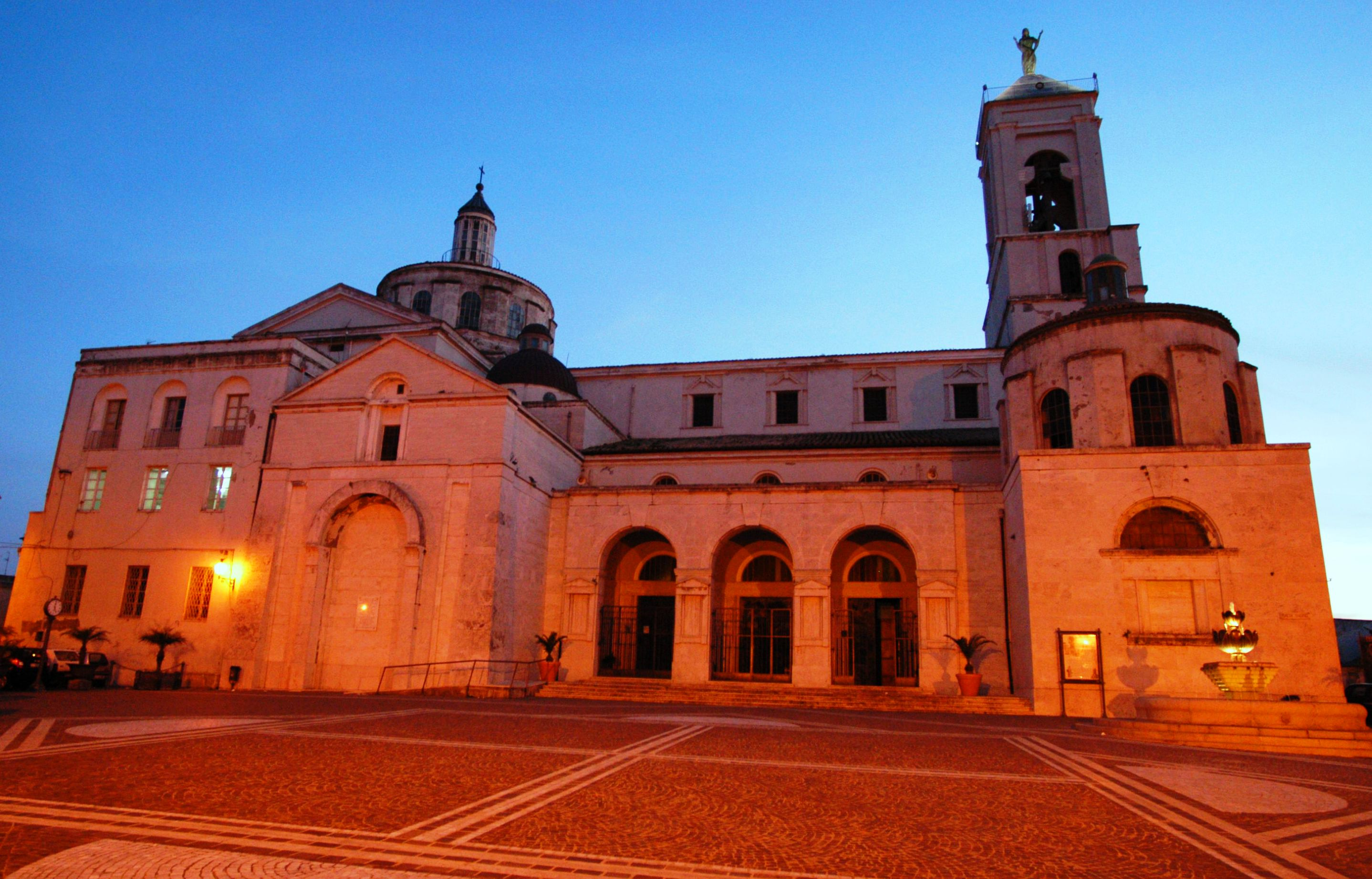
Der Dom in Catanzaro,
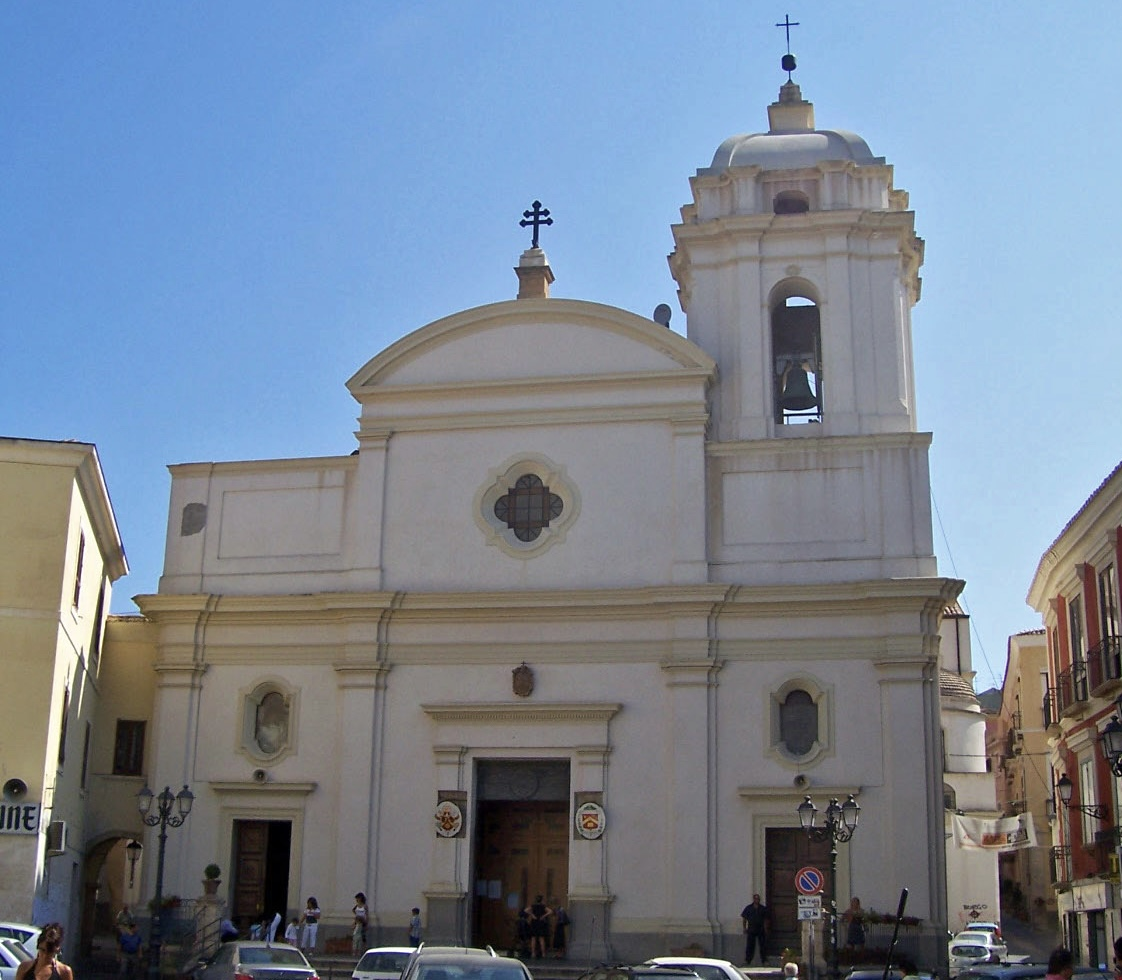
… Crotone
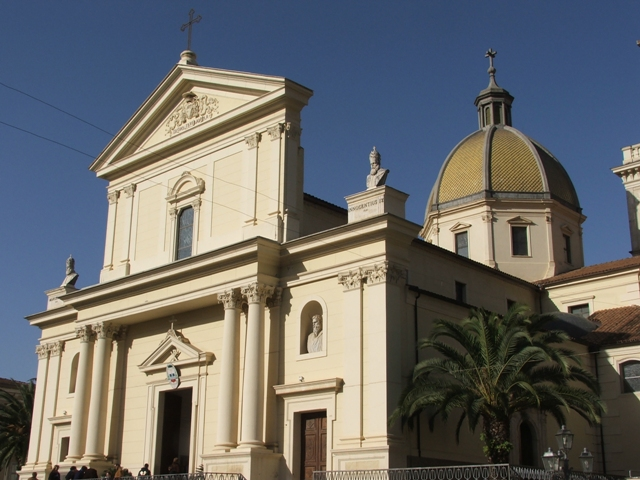
… und Lamezia.

## Kirchenprovinz Reggio Calabria-Bova
- Erzbistum Reggio Calabria-Bova

1. Bistum Locri-Gerace
2. Bistum Mileto-Nicotera-Tropea
3. Bistum Oppido Mamertina-Palmi

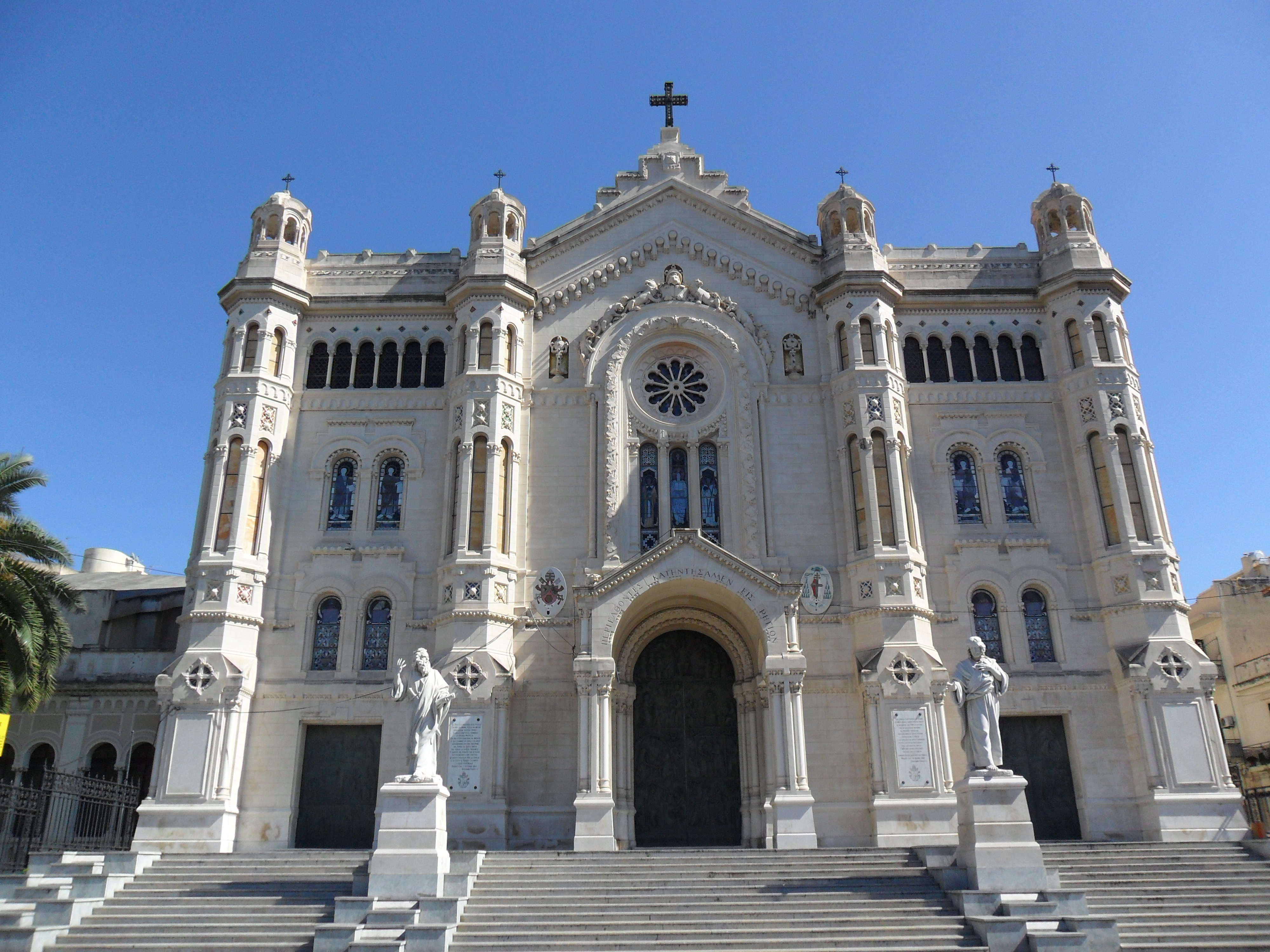
Der Dom in Reggio,
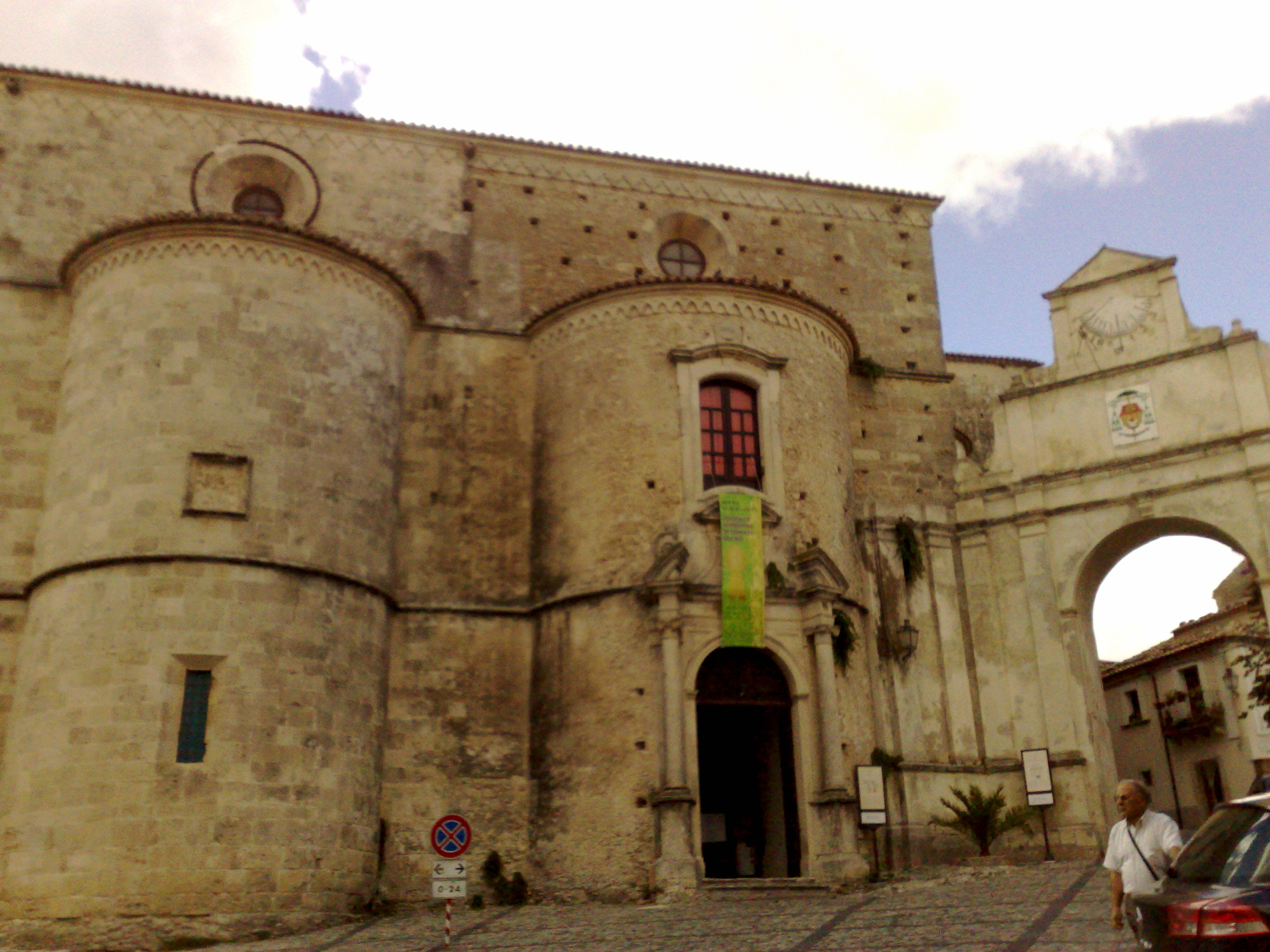
… Gerace,
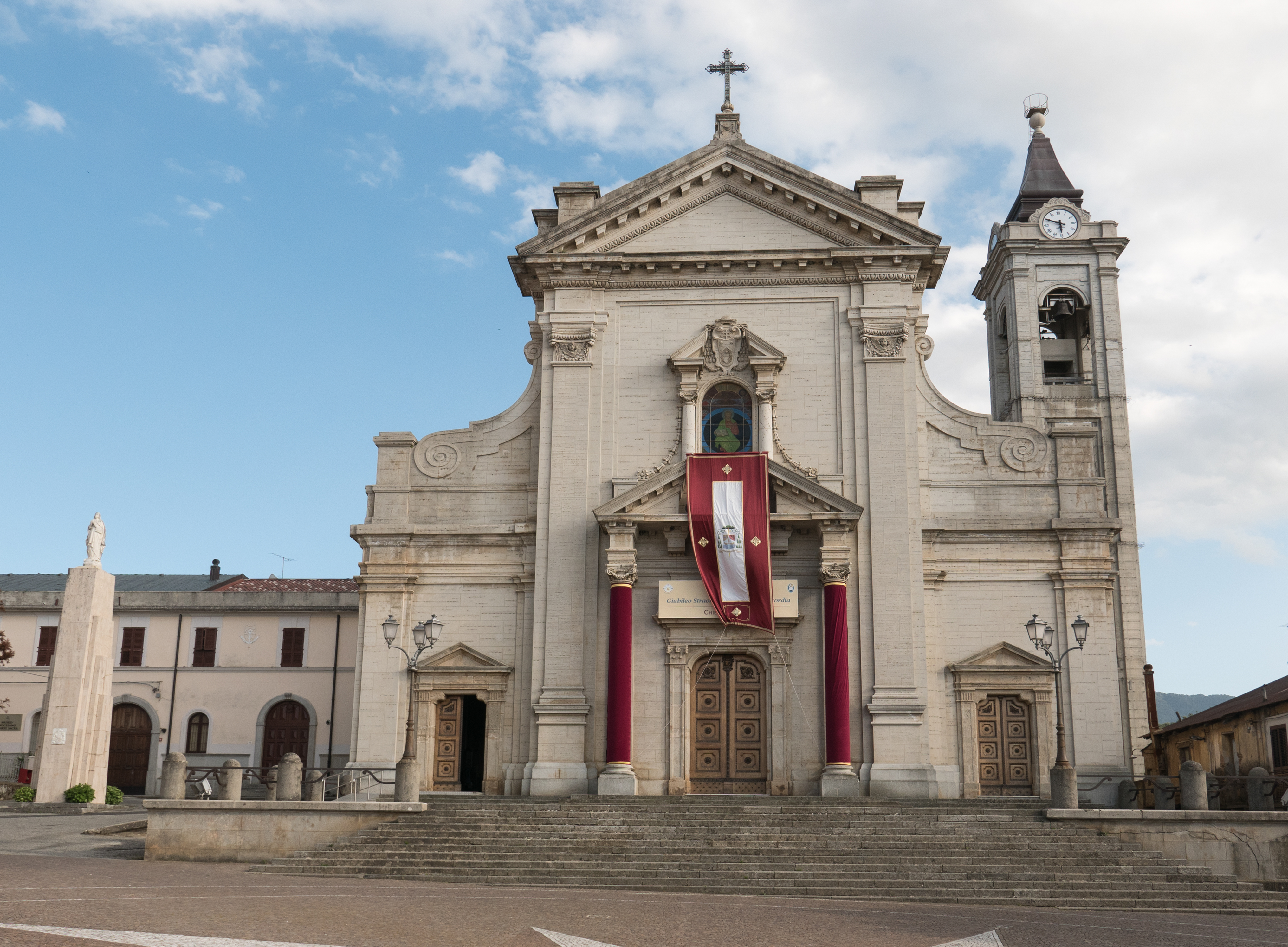
… Oppido Mamertina
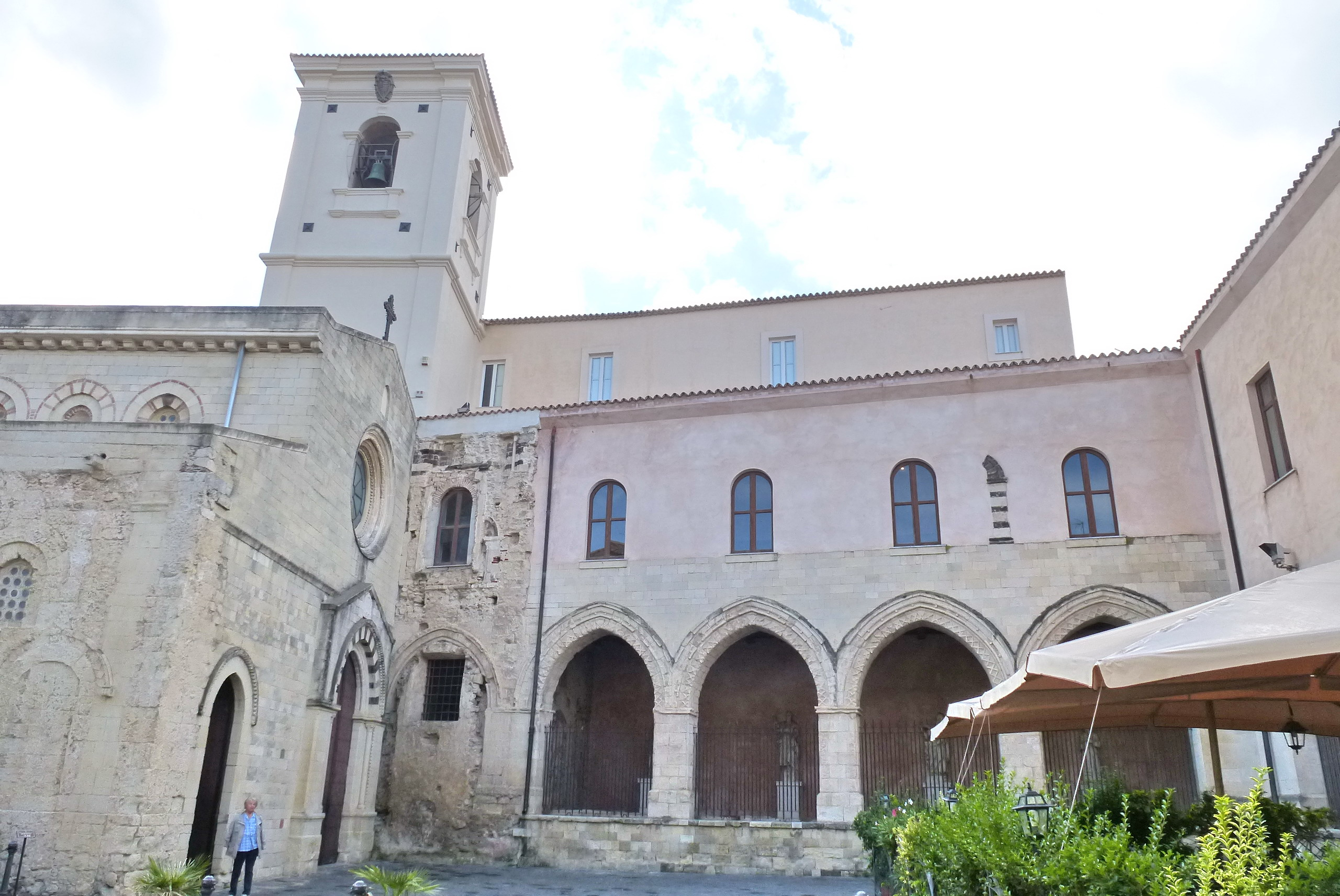
… und Tropea.

## Immediates Bistum
- Eparchie Lungro

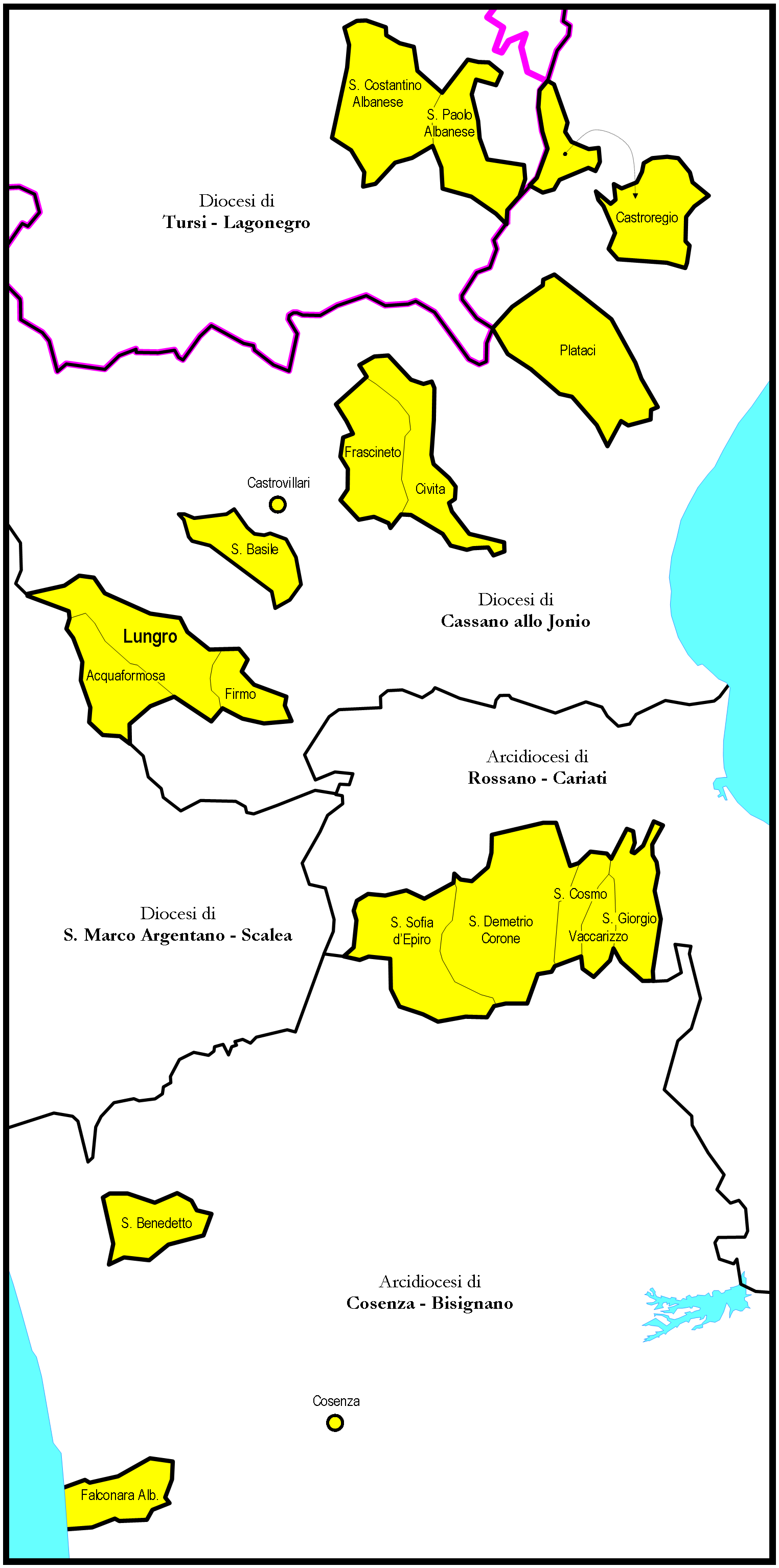
Ein disjunktes Diözesangebiet
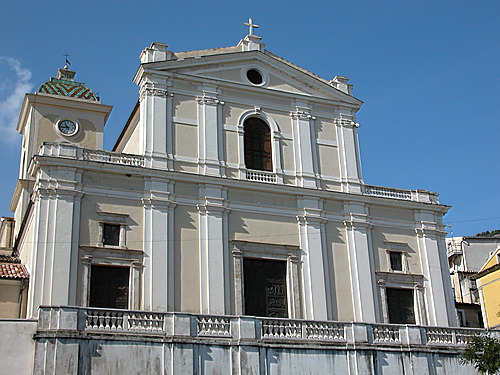
Der Dom in Lungro: Von außen
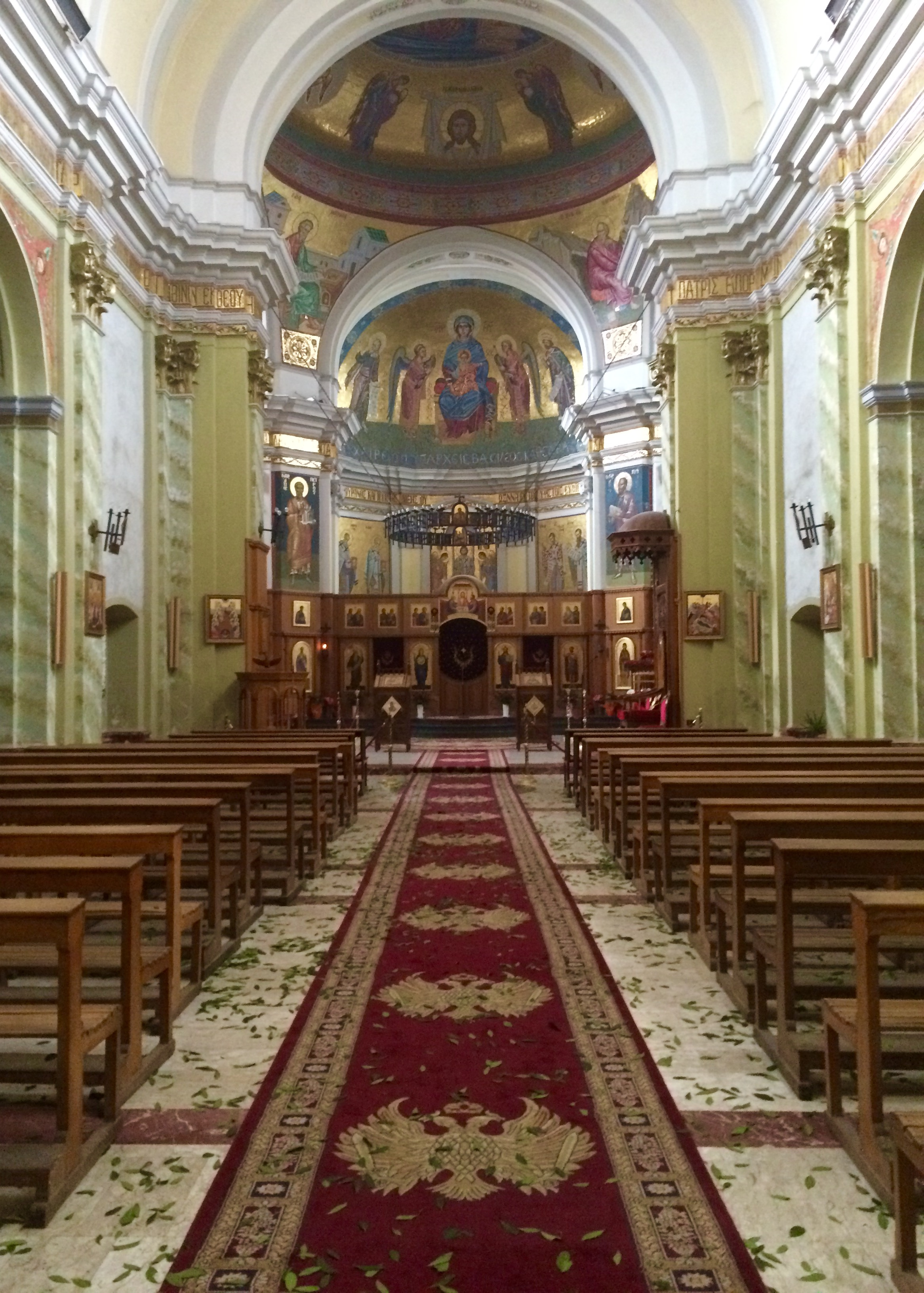
… und innen.